# كوستينيا (لاعب كرة قدم برتغالي)
كوستينيا هو لاعب كرة قدم برتغالي في مركز الهجوم، ولد في 25 أغسطس 1992 في قلمرية في البرتغال. لعب مع نادي فيتوريا سيتوبال.

## وصلات خارجية
- كوستينيا (لاعب كرة قدم برتغالي) على موقع قاعدة بيانات كرة القدم.إي يو (الإنجليزية)
- كوستينيا (لاعب كرة قدم برتغالي) على موقع Soccerway.com (الإنجليزية)
- كوستينيا (لاعب كرة قدم برتغالي) على موقع عالم كرة القدم.نت (الإنجليزية)